# Orodes I de Partia
Orodes I o Arsaces XV gobernó el Imperio parto aproximadamente desde 80 a. C. hasta 75 a. C..  Fue hijo de Gotarces I, su reinado coincide con la llamada Época oscura del imperio parto. Orodes I se hizo con el trono después de derrotar al usurpador Mitrídates III. 
Orodes I era hijo de Gotarces I y posiblemente de Arzyazate, princesa armenia hija de Tigranes el Grande; quien mantuvo buenas relaciones con Partia, en cierto grado de sumisión hasta el año 85 a. C. Sin embargo Partia atravesaba un periodo difícil tras la muerte de su abuelo Mitrídates II, una época de guerras civiles donde muchos reyes llevaran la corona en una rápida sucesión en palabras de Pompeyo Trogo (Prólogo 42). Uno de ellos había sido Sinatruces miembro de la dinastía arsácida que se rebeló en el año 93 a. C. contra Mitrídates II.
Gotarces I logró expulsar al usurpador de sus bases en Susa pero murió ese mismo año (87 a. C.). La sucesión que correspondía a Orodes fue, entonces, usurpada por su tío Mitrídates III. Orodes desaparece de los documentos sin poder saber que fue de él desde el año 87 a. C. hasta el 81 a. C.
Ese año tenemos constancia, a través de los diarios astronómicos, de la presencia de Orodes en Babilonia, una de las capitales partas, y otra en 80 a. C. lo que demostraría que había logrado hacerse con Mesopotamia frente al usurpador Mitrídates:

Línea 2 Rey Arsaces. Línea 3 el cual es llamado Rey Orodes. Línea 4 mes I, noche del día 13...

Los reyes partos llevaban el nombre Arsaces, en honor de Arsaces I el fundador de la dinastía, sin embargo cuando se enfrentaban varios rivales por el trono, la fórmula para diferenciarlos incluía el nombre de nacimiento del rey y en algunos casos el de la reina. 
Las primeras acciones del rey Orodes fueron encaminadas ha reforzar su posición y posiblemente a luchar contra otros usurpadores (tal vez contra Mitrídates III o Sinatruces), pero carecemos de datos fiables. Si conocemos por las fuentes, su campaña contra la rebelde Elymaida, una región del sur que siempre sacaba provecho de la debilidad parta, y que ya en el pasado se había levantado contra Fraates II, Bagasis y Artabano I. 
La campaña victoriosa contra Kamnaskires III de Elymaida fue efímera (77 a. C.), pues al año siguiente recuperó el poder.
A partir de esa fecha la situación política se complica para el rey Orodes I, quien parece que tuvo que hacer frente un nuevo poder rebelde en la parte noroccidental de su reino. El nuevo candidato al trono, Arsaces XVI, logró tomar Susa (76- 75 a. C.) y finalmente Babilonia (marzo-abril del 75 a. C.). Pese a la afinidad familiar con Tigranes, parece que no contó con ayuda de su abuelo, pues éste se hallaba enfrascado en la guerra mitridática contra la República romana. 
| Predecesor: Mitrídates III | Rey de Partia (de la Dinastía Arsácida) 80 – 75 a. C. en guerra contra Arsaces XVI y Sinatruces | Sucesor: Arsaces XVI Sinatruces |